# Li Yu-yun
Li Yu-yun (chinesisch 李玉云, Pinyin Lǐ Yuyun; * 31. Mai 2004) ist eine taiwanische Tennisspielerin.

## Karriere
Li spielt hauptsächlich Turniere auf der ITF Women’s World Tennis Tour, bei der sie bislang 16 Doppeltitel gewinnen konnte.
2020 gewann sie zusammen mit Huang Jiaqi das J1 Nonthaburi.
Bei den Australian Open 2022 erreichte sie im Juniorinneneinzel als Qualifikantin die erste Runde des Hauptfeldes, wo sie gegen Xenija Saizewa mit 2:6 und 1:6 verlor. Im Juniorinnendoppel verlor sie an der Seite ihrer Partnerin Ana Candiotto gegen Charlotte Kempenaers-Pocz und Taylah Preston ebenfalls bereits in der ersten Runde. In Wimbledon erreichte sie als Qualifikantin mit Siegen gegen Hannah Klugman und Taylah Preston das Achtelfinale im Juniorinneneinzel, wo sie dann Ella Seidel mit 5:7 und 4:6 unterlag. Im Juniorinnendoppel erreichte sie mit Partnerin Sara Saitō mit einem 6:4 und 6:4 Sieg über Isabelle Lacy und Ella McDonald auch das Achtelfinale, wo die beiden dann gegen Lucija Ćirić Bagarić und Nikola Daubnerová mit 3:6 und 6:75 verloren.
Im Jahr 2022 spielte Li erstmals für die taiwanische Billie-Jean-King-Cup-Mannschaft; ihre Billie-Jean-King-Cup-Bilanz weist bislang drei Siege bei einer Niederlage aus.

## Turniersiege

### Doppel
| Nr. | Datum             | Turnier       | Kategorie | Belag     | Partnerin             | Finalgegnerinnen                         | Ergebnis         |
| --- | ----------------- | ------------- | --------- | --------- | --------------------- | ---------------------------------------- | ---------------- |
| 1.  | 4. Juni 2022      | Čatež ob Savi | ITF W15   | Sand      | Anna Syrjanowa        | Bianca Behúlová Katarína Kužmová         | 6:4, 7:5         |
| 2.  | 5. November 2022  | Antalya       | ITF W15   | Sand      | Aruschan Saghandyqowa | Anastassija Solotarjowa Rada Solotarjowa | 7:5, 3:6, [10:4] |
| 3.  | 19. November 2022 | Antalya       | ITF W15   | Sand      | Koharu Niimi          | Mayuka Aikawa Amelie Van Impe            | 6:1, 6:2         |
| 4.  | 27. November 2022 | Antalya       | ITF W15   | Sand      | Amelie Van Impe       | Darja Lodikowa Melis Ayda Uyar           | 6:2, 5:7, [10:3] |
| 5.  | 3. Dezember 2022  | Antalya       | ITF W15   | Sand      | Anna Syrjanowa        | Xenija Laskutowa Alexandra Pospelowa     | 3:6, 6:4, [10:7] |
| 6.  | 18. Februar 2023  | Ipoh          | ITF W15   | Hartplatz | Anastassija Poplawska | Feng Shuo Guo Hanyu                      | 7:5, 6:2         |
| 7.  | 25. Februar 2023  | Kuala Lumpur  | ITF W15   | Hartplatz | Guo Hanyu             | Anchisa Chanta Ayaka Okuno               | 6:0, 2:6, [10:2] |
| 8.  | 4. März 2023      | Kuching       | ITF W15   | Hartplatz | Guo Hanyu             | Feng Shuo Guo Meiqi                      | 6:2, 6:3         |
| 9.  | 29. April 2023    | Fukui         | ITF W15   | Hartplatz | Rinon Okuwaki         | Erina Hayashi Kisa Yoshioka              | 3:6, 6:4, [10:8] |
| 10. | 10. Juni 2023     | Luzhou        | ITF W25   | Hartplatz | Tang Qianhui          | Feng Shuo Zheng Wushuang                 | 7:64, 6:2        |
| 11. | 17. Juni 2023     | Tainan        | ITF W25   | Sand      | Sofia Costoulas       | Lee Ya-hsin Lee Ya-hsuan                 | 6:4, 6:4         |
| 12. | 18. Mai 2024      | Anning        | ITF W50   | Sand      | Haley Giavara         | Feng Shuo Park So-hyun                   | 6:3, 6:1         |
| 13. | 1. Februar 2025   | Antalya       | ITF W15   | Sand      | Li Zongyu             | Astrid Brune Olsen Ena Koike             | 6:4, 4:6, [11:9] |
| 14. | 8. Februar 2025   | Antalya       | ITF W35   | Sand      | Li Zongyu             | Punnin Kovapitukted Yūki Naitō           | 6:3, 6:3         |
| 15. | 15. Februar 2025  | Antalya       | ITF W35   | Sand      | Li Zongyu             | Nicole Fossa Huergo Schibek Qulambajewa  | 6:2, 2:6, [10:6] |
| 16. | 1. März 2025      | Antalya       | ITF W35   | Sand      | Li Zongyu             | Amina Anschba Yūki Naitō                 | 6:3, 6:4         |